# Città di Stonnington
La città di Stonnington è una local government area che si trova nello Stato di Victoria. Essa si estende su una superficie di 25,62 chilometri quadrati e ha una popolazione di 93.145 abitanti. La sede del consiglio si trova a Malvern.